# Jessie J/Auszeichnungen für Musikverkäufe

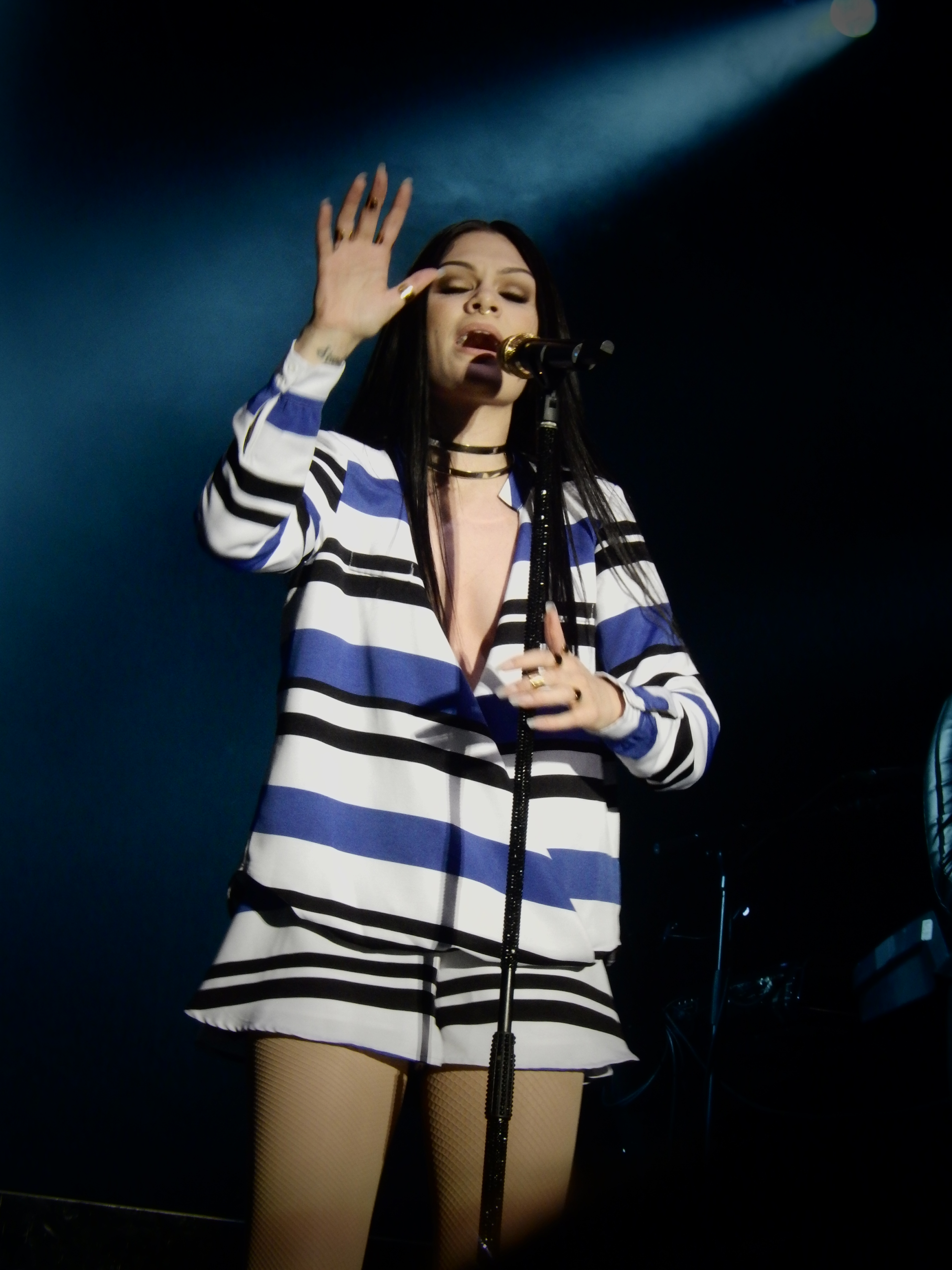
Jessie J (2015)

Dies ist eine Übersicht über die Auszeichnungen für Musikverkäufe der britischen Popsängerin Jessie J. Die Auszeichnungen finden sich nach ihrer Art (Gold, Platin usw.), nach Staaten getrennt in chronologischer Reihenfolge, geordnet sowie nach den Tonträgern selbst, ebenfalls in chronologischer Reihenfolge, getrennt nach Medium (Alben, Singles usw.), wieder.

## Auszeichnungen
| - Vereinigtes Königreich - 2013: für die Single Who’s Laughing Now - 2014: für die Single It’s My Party - 2020: für das Lied Sexy Lady - 2022: für die Single Man with the Bag - Australien - 2011: für das Album Who You Are - 2021: für die Single Laserlight - Belgien - 2011: für die Single Price Tag - Brasilien - 2024: für das Lied I Got You (I Feel Good) - 2024: für die Single I Want Love - 2024: für die Single Wild - Dänemark - 2011: für das Streaming Price Tag - 2013: für das Streaming Wild - 2025: für die Single Do It Like a Dude - Deutschland - 2017: für die Single Masterpiece - 2018: für die Single Domino - 2019: für die Single Flashlight - 2024: für das Album Who You Are - Indonesien - 2011: für das Album Who You Are - Italien - 2013: für die Single Domino - 2017: für die Single Flashlight - Japan - 2013: für die Autorenbeteiligung Party in the U.S.A. (Miley Cyrus) - 2017: für die Single Bang Bang (Digital) - 2023: für das Streaming Bang Bang - Neuseeland - 2011: für die Single Nobody’s Perfect - 2013: für die Single Wild - Schweden - 2011: für die Single Who You Are - 2015: für die Single Flashlight - Schweiz - 2012: für die Single Domino - Spanien - 2024: für die Single Flashlight - 2024: für die Single Domino - Ungarn - 2024: für die Single Bang Bang - Vereinigtes Königreich - 2013: für das Album Alive - 2014: für die Single Wild - 2014: für die Single Nobody’s Perfect - 2020: für die Single Bridge over Troubled Water - 2023: für das Album Sweet Talker - 2025: für die Single Laserlight | - Australien - 2015: für die Single It’s My Party - 2021: für die Single Do It Like a Dude - Brasilien - 2016: für das Album Sweet Talker - 2024: für die Single Who’s Laughing Now - 2024: für die Single Nobody’s Perfect - 2024: für die Single Masterpiece - 2024: für die Single Do It Like a Dude - Dänemark - 2012: für das Streaming Domino - 2015: für das Streaming Bang Bang - 2023: für die Single Flashlight - 2023: für das Album Who You Are - 2024: für die Single Price Tag - Deutschland - 2019: für die Single Bang Bang - 2023: für die Autorenbeteiligung Party in the U.S.A. (Miley Cyrus) - Europa - 2011: für das Album Who You Are - Italien - 2011: für die Single Price Tag - 2024: für die Autorenbeteiligung Party in the U.S.A. (Miley Cyrus) - Neuseeland - 2012: für die Single Domino - 2015: für die Single Do It Like a Dude - 2016: für die Single Masterpiece - 2023: für die Single Who You Are - Portugal - 2020: für die Single Bang Bang - Schweden - 2012: für die Single Domino - Schweiz - 2011: für die Single Price Tag - Singapur - 2020: für das Album Who You Are - Spanien - 2014: für das Streaming Bang Bang - 2024: für die Autorenbeteiligung Party in the U.S.A. (Miley Cyrus) - 2025: für die Single Price Tag - Vereinigte Staaten - 2012: für die Single Domino - 2016: für das Album Who You Are - Vereinigtes Königreich - 2013: für die Single Do It Like a Dude - 2020: für die Single Flashlight - 2021: für die Single Who You Are - Deutschland - 2023: für die Single Price Tag | - Australien - 2011: für die Single Nobody’s Perfect - 2013: für die Single Wild - 2021: für die Single Masterpiece - Brasilien - 2024: für die Autorenbeteiligung Party in the U.S.A. (Miley Cyrus) - Dänemark - 2024: für die Autorenbeteiligung Party in the U.S.A. (Miley Cyrus) - 2025: für die Single Bang Bang - Irland - 2011: für das Album Who You Are - Italien - 2016: für die Single Bang Bang - Neuseeland - 2024: für die Single Flashlight - Schweden - 2012: für die Single Price Tag - Spanien - 2024: für die Single Bang Bang - Vereinigtes Königreich - 2021: für die Single Domino - Brasilien - 2024: für die Single Domino - 2024: für die Single Who You Are - Neuseeland - 2014: für die Single Price Tag - 2021: für das Album Who You Are - Vereinigtes Königreich - 2022: für die Single Bang Bang - 2023: für die Single Price Tag - 2023: für die Autorenbeteiligung Party in the U.S.A. (Miley Cyrus) - Australien - 2021: für die Single Flashlight - Kanada - 2010: für die Autorenbeteiligung Party in the U.S.A. (Miley Cyrus) - Neuseeland - 2023: für die Single Bang Bang - Norwegen - 2020: für die Single Bang Bang - Philippinen - 2014: für das Album Who You Are - Polen - 2021: für die Single Bang Bang - Schweden - 2022: für die Single Bang Bang - Vereinigte Staaten - 2017: für die Single Price Tag - Vereinigtes Königreich - 2013: für das Album Who You Are - Australien - 2021: für die Single Bang Bang - 2021: für die Single Domino - Kanada - 2021: für die Single Bang Bang - Neuseeland - 2024: für die Autorenbeteiligung Party in the U.S.A. (Miley Cyrus) - Australien - 2021: für die Single Price Tag - Australien - 2024: für die Autorenbeteiligung Party in the U.S.A. (Miley Cyrus) - Vereinigte Staaten - 2024: für die Autorenbeteiligung Party in the U.S.A. (Miley Cyrus) - Vereinigte Staaten - 2024: für die Single Bang Bang - Brasilien - 2024: für die Single Price Tag - 2024: für die Single Flashlight - Brasilien - 2024: für die Single Bang Bang |

## Auszeichnungen nach Alben

### Who You Are
| Land/Region                  | Auszeichnungen für Musikverkäufe (Land/Region, Auszeichnung, Verkäufe) | Verkäufe    |
| ---------------------------- | ---------------------------------------------------------------------- | ----------- |
| Australien (ARIA)            | Gold                                                                   | 35.000      |
| Dänemark (IFPI)              | Platin                                                                 | 20.000      |
| Deutschland (BVMI)           | Gold                                                                   | 100.000     |
| Europa (IFPI)                | Platin                                                                 | (1.000.000) |
| Indonesien (ASIRI)           | Gold                                                                   | 10.000      |
| Irland (IRMA)                | 2× Platin                                                              | 30.000      |
| Neuseeland (RMNZ)            | 3× Platin                                                              | 45.000      |
| Philippinen (PARI)           | 4× Platin                                                              | 60.000      |
| Singapur (RIAS)              | Platin                                                                 | 10.000      |
| Vereinigte Staaten (RIAA)    | Platin                                                                 | 1.000.000   |
| Vereinigtes Königreich (BPI) | 4× Platin                                                              | 1.350.000   |
| Insgesamt                    | 3× Gold · 17× Platin ·                                                 | 2.660.000   |

### Alive
| Land/Region                  | Auszeichnungen für Musikverkäufe (Land/Region, Auszeichnung, Verkäufe) | Verkäufe |
| ---------------------------- | ---------------------------------------------------------------------- | -------- |
| Vereinigtes Königreich (BPI) | Gold                                                                   | 100.000  |
| Insgesamt                    | 1× Gold ·                                                              | 100.000  |

### Sweet Talker
| Land/Region                  | Auszeichnungen für Musikverkäufe (Land/Region, Auszeichnung, Verkäufe) | Verkäufe |
| ---------------------------- | ---------------------------------------------------------------------- | -------- |
| Brasilien (PMB)              | Platin                                                                 | 40.000   |
| Vereinigtes Königreich (BPI) | Gold                                                                   | 100.000  |
| Insgesamt                    | 1× Gold · 1× Platin ·                                                  | 140.000  |

## Auszeichnungen nach Singles

### Do It Like a Dude
| Land/Region                  | Auszeichnungen für Musikverkäufe (Land/Region, Auszeichnung, Verkäufe) | Verkäufe |
| ---------------------------- | ---------------------------------------------------------------------- | -------- |
| Australien (ARIA)            | Platin                                                                 | 70.000   |
| Brasilien (PMB)              | Platin                                                                 | 60.000   |
| Dänemark (IFPI)              | Gold                                                                   | 45.000   |
| Neuseeland (RMNZ)            | Platin                                                                 | 15.000   |
| Vereinigtes Königreich (BPI) | Platin                                                                 | 600.000  |
| Insgesamt                    | 1× Gold · 4× Platin ·                                                  | 790.000  |

### Price Tag
| Land/Region                  | Auszeichnungen für Musikverkäufe (Land/Region, Auszeichnung, Verkäufe) | Verkäufe  |
| ---------------------------- | ---------------------------------------------------------------------- | --------- |
| Australien (ARIA)            | 8× Platin                                                              | 560.000   |
| Belgien (BRMA)               | Gold                                                                   | 15.000    |
| Brasilien (PMB)              | 2× Diamant                                                             | 500.000   |
| Dänemark (IFPI)              | Platin                                                                 | 90.000    |
| Deutschland (BVMI)           | 3× Gold                                                                | 450.000   |
| Frankreich (SNEP)            | —                                                                      | 130.200   |
| Italien (FIMI)               | Platin                                                                 | 30.000    |
| Neuseeland (RMNZ)            | 3× Platin                                                              | 45.000    |
| Schweden (IFPI)              | 2× Platin                                                              | 80.000    |
| Schweiz (IFPI)               | Platin                                                                 | 30.000    |
| Spanien (Promusicae)         | Platin                                                                 | 60.000    |
| Vereinigte Staaten (RIAA)    | 4× Platin                                                              | 4.000.000 |
| Vereinigtes Königreich (BPI) | 3× Platin                                                              | 1.800.000 |
| Insgesamt                    | 2× Gold · 25× Platin · 2× Diamant ·                                    | 7.790.200 |

### Nobody’s Perfect
| Land/Region                  | Auszeichnungen für Musikverkäufe (Land/Region, Auszeichnung, Verkäufe) | Verkäufe |
| ---------------------------- | ---------------------------------------------------------------------- | -------- |
| Australien (ARIA)            | 2× Platin                                                              | 140.000  |
| Brasilien (PMB)              | Platin                                                                 | 60.000   |
| Neuseeland (RMNZ)            | Gold                                                                   | 7.500    |
| Vereinigtes Königreich (BPI) | Gold                                                                   | 400.000  |
| Insgesamt                    | 2× Gold · 3× Platin ·                                                  | 607.500  |

### Who You Are
| Land/Region                  | Auszeichnungen für Musikverkäufe (Land/Region, Auszeichnung, Verkäufe) | Verkäufe |
| ---------------------------- | ---------------------------------------------------------------------- | -------- |
| Brasilien (PMB)              | 3× Platin                                                              | 180.000  |
| Neuseeland (RMNZ)            | Platin                                                                 | 30.000   |
| Schweden (IFPI)              | Gold                                                                   | 20.000   |
| Vereinigtes Königreich (BPI) | Platin                                                                 | 600.000  |
| Insgesamt                    | 1× Gold · 5× Platin ·                                                  | 830.000  |

### Who’s Laughing Now
| Land/Region                  | Auszeichnungen für Musikverkäufe (Land/Region, Auszeichnung, Verkäufe) | Verkäufe |
| ---------------------------- | ---------------------------------------------------------------------- | -------- |
| Brasilien (PMB)              | Platin                                                                 | 60.000   |
| Vereinigtes Königreich (BPI) | Silber                                                                 | 200.000  |
| Insgesamt                    | 1× Silber · 1× Platin ·                                                | 260.000  |

### Domino
| Land/Region                  | Auszeichnungen für Musikverkäufe (Land/Region, Auszeichnung, Verkäufe) | Verkäufe  |
| ---------------------------- | ---------------------------------------------------------------------- | --------- |
| Australien (ARIA)            | 5× Platin                                                              | 350.000   |
| Brasilien (PMB)              | 3× Platin                                                              | 180.000   |
| Deutschland (BVMI)           | Gold                                                                   | 150.000   |
| Frankreich (SNEP)            | —                                                                      | 58.000    |
| Italien (FIMI)               | Gold                                                                   | 15.000    |
| Neuseeland (RMNZ)            | Platin                                                                 | 15.000    |
| Schweden (IFPI)              | Platin                                                                 | 40.000    |
| Schweiz (IFPI)               | Gold                                                                   | 15.000    |
| Spanien (Promusicae)         | Gold                                                                   | 30.000    |
| Vereinigte Staaten (RIAA)    | Platin                                                                 | 1.000.000 |
| Vereinigtes Königreich (BPI) | 2× Platin                                                              | 1.200.000 |
| Insgesamt                    | 4× Gold · 13× Platin ·                                                 | 3.053.000 |

### Laserlight
| Land/Region                  | Auszeichnungen für Musikverkäufe (Land/Region, Auszeichnung, Verkäufe) | Verkäufe |
| ---------------------------- | ---------------------------------------------------------------------- | -------- |
| Australien (ARIA)            | Gold                                                                   | 35.000   |
| Vereinigtes Königreich (BPI) | Gold                                                                   | 400.000  |
| Insgesamt                    | 2× Gold ·                                                              | 435.000  |

### Wild
| Land/Region                  | Auszeichnungen für Musikverkäufe (Land/Region, Auszeichnung, Verkäufe) | Verkäufe |
| ---------------------------- | ---------------------------------------------------------------------- | -------- |
| Australien (ARIA)            | 2× Platin                                                              | 140.000  |
| Brasilien (PMB)              | Gold                                                                   | 30.000   |
| Neuseeland (RMNZ)            | Gold                                                                   | 7.500    |
| Vereinigtes Königreich (BPI) | Gold                                                                   | 400.000  |
| Insgesamt                    | 3× Gold · 2× Platin ·                                                  | 577.500  |

### It’s My Party
| Land/Region                  | Auszeichnungen für Musikverkäufe (Land/Region, Auszeichnung, Verkäufe) | Verkäufe |
| ---------------------------- | ---------------------------------------------------------------------- | -------- |
| Australien (ARIA)            | Platin                                                                 | 70.000   |
| Vereinigtes Königreich (BPI) | Silber                                                                 | 200.000  |
| Insgesamt                    | 1× Silber · 1× Platin ·                                                | 270.000  |

### Bang Bang
| Land/Region                  | Auszeichnungen für Musikverkäufe (Land/Region, Auszeichnung, Verkäufe) | Verkäufe   |
| ---------------------------- | ---------------------------------------------------------------------- | ---------- |
| Australien (ARIA)            | 5× Platin                                                              | 350.000    |
| Brasilien (PMB)              | 3× Diamant                                                             | 750.000    |
| Dänemark (IFPI)              | 2× Platin                                                              | 180.000    |
| Deutschland (BVMI)           | Platin                                                                 | 400.000    |
| Italien (FIMI)               | 2× Platin                                                              | 100.000    |
| Japan (RIAJ)                 | Gold                                                                   | 100.000    |
| Kanada (MC)                  | 6× Platin                                                              | 480.000    |
| Neuseeland (RMNZ)            | 4× Platin                                                              | 120.000    |
| Norwegen (IFPI)              | 4× Platin                                                              | 240.000    |
| Polen (ZPAV)                 | 4× Platin                                                              | 200.000    |
| Portugal (AFP)               | Platin                                                                 | 10.000     |
| Schweden (IFPI)              | 4× Platin                                                              | 320.000    |
| Spanien (Promusicae)         | 2× Platin                                                              | 120.000    |
| Ungarn (MAHASZ)              | Gold                                                                   | 2.000      |
| Vereinigte Staaten (RIAA)    | Diamant                                                                | 10.000.000 |
| Vereinigtes Königreich (BPI) | 3× Platin                                                              | 2.100.000  |
| Insgesamt                    | 2× Gold · 38× Platin · 4× Diamant ·                                    | 15.472.000 |

### Masterpiece
| Land/Region        | Auszeichnungen für Musikverkäufe (Land/Region, Auszeichnung, Verkäufe) | Verkäufe |
| ------------------ | ---------------------------------------------------------------------- | -------- |
| Australien (ARIA)  | 2× Platin                                                              | 140.000  |
| Brasilien (PMB)    | Platin                                                                 | 60.000   |
| Deutschland (BVMI) | Gold                                                                   | 200.000  |
| Neuseeland (RMNZ)  | Platin                                                                 | 15.000   |
| Insgesamt          | 1× Gold · 4× Platin ·                                                  | 415.000  |

### Flashlight
| Land/Region                  | Auszeichnungen für Musikverkäufe (Land/Region, Auszeichnung, Verkäufe) | Verkäufe  |
| ---------------------------- | ---------------------------------------------------------------------- | --------- |
| Australien (ARIA)            | 4× Platin                                                              | 280.000   |
| Brasilien (PMB)              | 2× Diamant                                                             | 500.000   |
| Dänemark (IFPI)              | Platin                                                                 | 90.000    |
| Deutschland (BVMI)           | Gold                                                                   | 200.000   |
| Italien (FIMI)               | Gold                                                                   | 25.000    |
| Neuseeland (RMNZ)            | 2× Platin                                                              | 60.000    |
| Schweden (IFPI)              | Gold                                                                   | 20.000    |
| Spanien (Promusicae)         | Gold                                                                   | 30.000    |
| Vereinigtes Königreich (BPI) | Platin                                                                 | 600.000   |
| Insgesamt                    | 4× Gold · 8× Platin · 2× Diamant ·                                     | 1.805.000 |

### Man with the Bag
| Land/Region                  | Auszeichnungen für Musikverkäufe (Land/Region, Auszeichnung, Verkäufe) | Verkäufe |
| ---------------------------- | ---------------------------------------------------------------------- | -------- |
| Vereinigtes Königreich (BPI) | Silber                                                                 | 200.000  |
| Insgesamt                    | 1× Silber ·                                                            | 200.000  |

### Bridge over Troubled Water
| Land/Region                  | Auszeichnungen für Musikverkäufe (Land/Region, Auszeichnung, Verkäufe) | Verkäufe |
| ---------------------------- | ---------------------------------------------------------------------- | -------- |
| Vereinigtes Königreich (BPI) | Gold                                                                   | 400.000  |
| Insgesamt                    | 1× Gold ·                                                              | 400.000  |

### I Want Love
| Land/Region     | Auszeichnungen für Musikverkäufe (Land/Region, Auszeichnung, Verkäufe) | Verkäufe |
| --------------- | ---------------------------------------------------------------------- | -------- |
| Brasilien (PMB) | Gold                                                                   | 20.000   |
| Insgesamt       | 1× Gold ·                                                              | 20.000   |

## Auszeichnungen nach Liedern

### Sexy Lady
| Land/Region                  | Auszeichnungen für Musikverkäufe (Land/Region, Auszeichnung, Verkäufe) | Verkäufe |
| ---------------------------- | ---------------------------------------------------------------------- | -------- |
| Vereinigtes Königreich (BPI) | Silber                                                                 | 200.000  |
| Insgesamt                    | 1× Silber ·                                                            | 200.000  |

### I Got You (I Feel Good)
| Land/Region     | Auszeichnungen für Musikverkäufe (Land/Region, Auszeichnung, Verkäufe) | Verkäufe |
| --------------- | ---------------------------------------------------------------------- | -------- |
| Brasilien (PMB) | Gold                                                                   | 20.000   |
| Insgesamt       | 1× Gold ·                                                              | 20.000   |

## Auszeichnungen nach Autorenbeteiligungen

### Party in the U.S.A.(Miley Cyrus)
| Land/Region                  | Auszeichnungen für Musikverkäufe (Land/Region, Auszeichnung, Verkäufe) | Verkäufe   |
| ---------------------------- | ---------------------------------------------------------------------- | ---------- |
| Australien (ARIA)            | 14× Platin                                                             | 980.000    |
| Brasilien (PMB)              | 2× Platin                                                              | 120.000    |
| Dänemark (IFPI)              | 2× Platin                                                              | 180.000    |
| Deutschland (BVMI)           | Platin                                                                 | 300.000    |
| Italien (FIMI)               | Platin                                                                 | 100.000    |
| Japan (RIAJ)                 | Gold                                                                   | 100.000    |
| Kanada (MC)                  | 4× Platin                                                              | 160.000    |
| Neuseeland (RMNZ)            | 7× Platin                                                              | 210.000    |
| Norwegen (IFPI)              | 3× Platin                                                              | 180.000    |
| Spanien (Promusicae)         | Platin                                                                 | 60.000     |
| Vereinigte Staaten (RIAA)    | 14× Platin                                                             | 14.000.000 |
| Vereinigtes Königreich (BPI) | 3× Platin                                                              | 1.800.000  |
| Insgesamt                    | 1× Gold · 42× Platin · 1× Diamant ·                                    | 18.190.000 |

## Auszeichnungen nach Musikstreamings

### Price Tag
| Land/Region     | Auszeichnungen für Musikverkäufe (Land/Region, Auszeichnung, Verkäufe) | Verkäufe |
| --------------- | ---------------------------------------------------------------------- | -------- |
| Dänemark (IFPI) | Gold                                                                   | 50.000   |
| Insgesamt       | 1× Gold ·                                                              | 50.000   |

### Domino
| Land/Region     | Auszeichnungen für Musikverkäufe (Land/Region, Auszeichnung, Verkäufe) | Verkäufe |
| --------------- | ---------------------------------------------------------------------- | -------- |
| Dänemark (IFPI) | Platin                                                                 | 900.000  |
| Insgesamt       | 1× Platin ·                                                            | 900.000  |

### Wild
| Land/Region     | Auszeichnungen für Musikverkäufe (Land/Region, Auszeichnung, Verkäufe) | Verkäufe |
| --------------- | ---------------------------------------------------------------------- | -------- |
| Dänemark (IFPI) | Gold                                                                   | 900.000  |
| Insgesamt       | 1× Gold ·                                                              | 900.000  |

### Bang Bang
| Land/Region          | Auszeichnungen für Musikverkäufe (Land/Region, Auszeichnung, Verkäufe) | Verkäufe   |
| -------------------- | ---------------------------------------------------------------------- | ---------- |
| Dänemark (IFPI)      | Platin                                                                 | 2.600.000  |
| Spanien (Promusicae) | Platin                                                                 | 8.000.000  |
| Japan (RIAJ)         | Gold                                                                   | 50.000.000 |
| Insgesamt            | 1× Gold · 2× Platin ·                                                  | 60.600.000 |

## Statistik und Quellen
| Land/RegionAuszeichnungen für Musikverkäufe (Land/Region, Auszeichnungen, Verkäufe, Quellen) | Silber     | Gold       | Platin         | Diamant     | Verkäufe    | Quellen                                                                                  |
| -------------------------------------------------------------------------------------------- | ---------- | ---------- | -------------- | ----------- | ----------- | ---------------------------------------------------------------------------------------- |
| Australien (ARIA)                                                                            | —          | 2× Gold2   | 44× Platin44   | —           | 3.150.000   | aria.com.au                                                                              |
| Belgien (BRMA)                                                                               | —          | Gold1      | —              | —           | 15.000      | ultratop.be                                                                              |
| Brasilien (PMB)                                                                              | —          | 3× Gold3   | 13× Platin13   | 7× Diamant7 | 2.580.000   | pro-musicabr.org.br                                                                      |
| Dänemark (IFPI)                                                                              | —          | 3× Gold3   | 9× Platin9     | —           | 605.000     | ifpi.dk                                                                                  |
| Deutschland (BVMI)                                                                           | —          | 5× Gold5   | 3× Platin3     | —           | 1.800.000   | musikindustrie.de                                                                        |
| Europa (IFPI)                                                                                | —          | —          | Platin1        | —           | (1.000.000) | ifpi.org (Memento vom 1. Januar 2014 im Internet Archive)                                |
| Frankreich (SNEP)                                                                            | —          | —          | —              | —           | 188.200     | Einzelnachweise                                                                          |
| Indonesien (ASIRI)                                                                           | —          | Gold1      | —              | —           | 10.000      | Einzelnachweise                                                                          |
| Irland (IRMA)                                                                                | —          | —          | 2× Platin2     | —           | 30.000      | irishcharts.ie                                                                           |
| Italien (FIMI)                                                                               | —          | 2× Gold2   | 4× Platin4     | —           | 270.000     | fimi.it                                                                                  |
| Japan (RIAJ)                                                                                 | —          | 3× Gold3   | —              | —           | 200.000     | riaj.or.jp JP2                                                                           |
| Kanada (MC)                                                                                  | —          | —          | 10× Platin10   | —           | 800.000     | musiccanada.com                                                                          |
| Neuseeland (RMNZ)                                                                            | —          | 2× Gold2   | 23× Platin23   | —           | 570.000     | aotearoamusiccharts.co.nz NZ2 (Memento vom 14. Oktober 2008 im Internet Archive) NZ3 NZ4 |
| Norwegen (IFPI)                                                                              | —          | —          | 7× Platin7     | —           | 420.000     | ifpi.no                                                                                  |
| Philippinen (PARI)                                                                           | —          | —          | 4× Platin4     | —           | 60.000      | Einzelnachweise                                                                          |
| Polen (ZPAV)                                                                                 | —          | —          | 4× Platin4     | —           | 200.000     | olis.pl                                                                                  |
| Portugal (AFP)                                                                               | —          | —          | Platin1        | —           | 10.000      | Einzelnachweise                                                                          |
| Schweden (IFPI)                                                                              | —          | 2× Gold2   | 7× Platin7     | —           | 480.000     | sverigetopplistan.se                                                                     |
| Schweiz (IFPI)                                                                               | —          | Gold1      | Platin1        | —           | 45.000      | hitparade.ch                                                                             |
| Singapur (RIAS)                                                                              | —          | —          | Platin1        | —           | 10.000      | rias.org.sg                                                                              |
| Spanien (Promusicae)                                                                         | —          | 2× Gold2   | 5× Platin5     | —           | 300.000     | elportaldelmusicas.es                                                                    |
| Ungarn (MAHASZ)                                                                              | —          | Gold1      | —              | —           | 2.000       | slagerlistak.hu                                                                          |
| Vereinigte Staaten (RIAA)                                                                    | —          | —          | 10× Platin10   | 2× Diamant2 | 30.000.000  | riaa.com                                                                                 |
| Vereinigtes Königreich (BPI)                                                                 | 4× Silber4 | 6× Gold6   | 18× Platin18   | —           | 12.650.000  | bpi.co.uk                                                                                |
| Insgesamt                                                                                    | 4× Silber4 | 34× Gold34 | 167× Platin167 | 9× Diamant9 |             |                                                                                          |